# SN 1996bq
SN 1996bq – supernowa odkryta 12 października 1996 roku w galaktyce NGC 996. W momencie odkrycia miała maksymalną jasność 18,70m.